# Pankhā

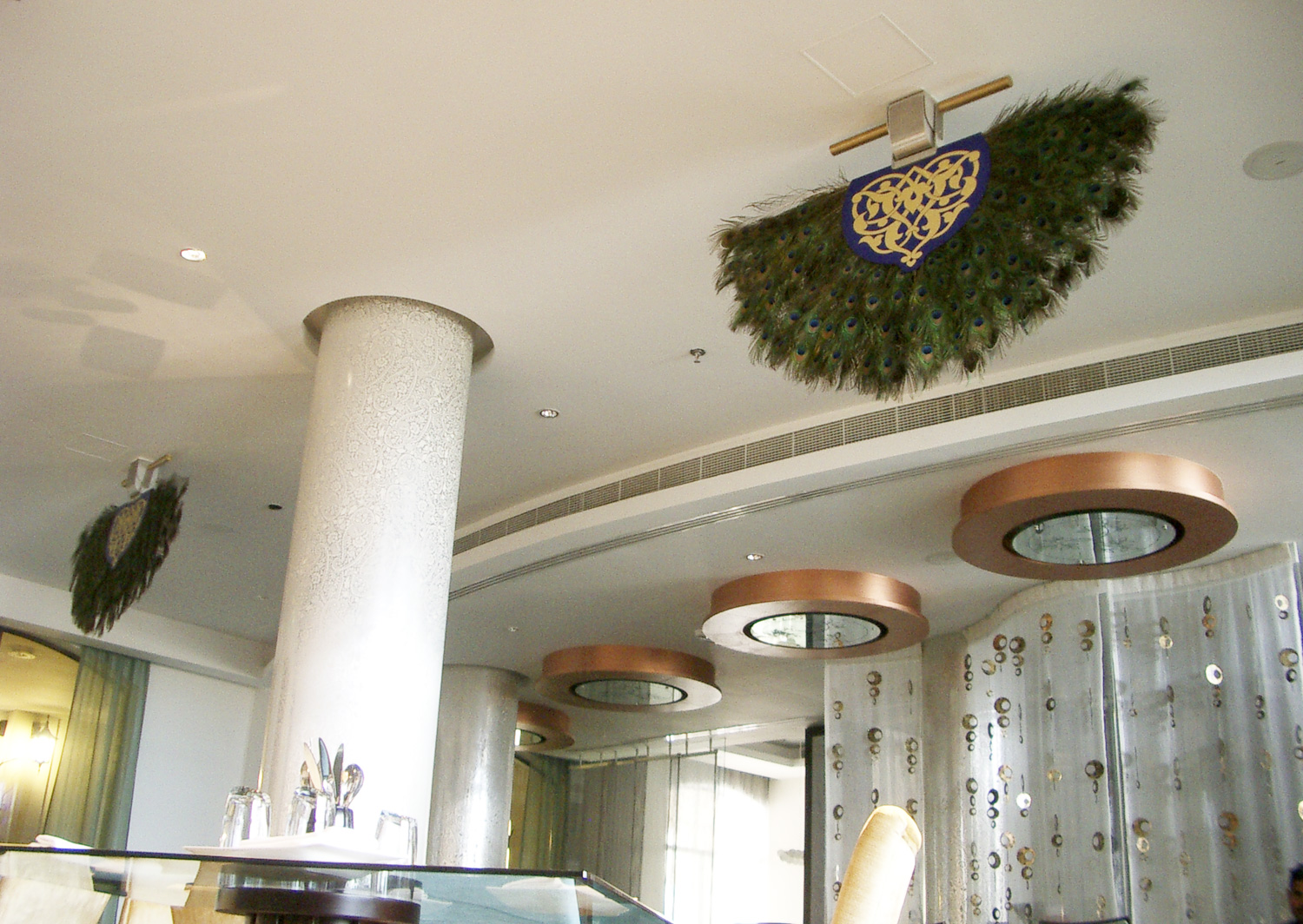
Współczesny pankhā z pawich piór

Pankhā, punkah – wachlarz z liści, piór lub materiału, służący do wentylacji pomieszczeń. Tradycyjny – poruszany poprzez pociąganie za sznury. Współcześnie elektryczny.